# Hassan Abouyoub
Hassan Abouyoub est né à Berrechid le 18 mai 1952 de parents berbères chleuhs originaires de Tafraout, Souss au sud du Maroc. Il est homme politique marocain, diplômé d'EM Lyon Business School, l'école de management de Lyon (ESC 1974). Il est l'ambassadeur du Maroc en France, candidat à la présidence de l'OMC, ministre du Tourisme, de l'Agriculture et du Commerce extérieur au Maroc, et ambassadeur itinérant du roi Mohammed VI.
En 2010, il est nommé ambassadeur à Rome en Italie, en remplacement de Mohamed Nabil Benabdallah. Hassan Abouyoub est un polyglotte qui parle plusieurs langues : anglais, arabe, berbère, espagnol, français et italien. Le 26 juin 2019, il est nommé ambassadeur du Maroc en Roumanie et en Moldavie.

## Décorations
Le 23 novembre 2004, le président français Jacques Chirac le décore de l'insigne du Grand Officier de la Légion d'Honneur à terme de sa mission en France,.